# Марьево-Камышенский
Ма́рьево-Камы́шенский — хутор в Чертковском районе Ростовской области.
Входит в состав Кутейниковского сельского поселения.

## Население
| 2010 |
| ---- |
| 70   |

## Улицы
- ул. Заречная,
- ул. Зелёная,
- ул. Красный Яр,
- ул. Прудовая.